# Сенникови
Сенниковите (Apiaceae) са семейство от ароматични растения с кухи стъбла, между които магданоз, морков и други техни роднини от разред Сенникоцветни (Apiales). Това е голямо семейство с около 300 рода и повече от 3000 видa. По-старото име, Umbeliferae съответства на българското название и идва от съцветията, имащи форма на сложни „сенници“.
Малките цветчета са радиално симетрични с 5 малки чашелистчета, 5 венчелистчета и 5 тичинки.
Семейството включва силно токсични растения като бучиниш, който е използван за убийството на Сократ, както и за намазване на върховете на стрели. В семейството са и някои много полезни растения като морковите, магданоза, кимиона и копъра. Много растения от семейството като див морков имат естрогенни качества и са използвани в народната медицина като противозачатъчни средства. Най-прочуто с тази си употреба е изчезналото гигантско резене или силфий.
Семейството е близко до сем. Бръшлянови (Araliaceae) и границата между двете семейства е неясна. Някои нови системи включват Бръшлянови в разширено Сенникови, но това не намира много последователи. Родовете Хидрокотиле (Hydrocotyle) и Трахимене (Trachymene), в миналото включвани в Сенникови, сега в повечето случаи се включват в Бръшлянови.

## Известни представители:
- Anethum graveolens – Копър
- Anthriscus cerefolium – Кервел (азмацуг, див керевиз)
- Angelica spp. – Ангелика
- Apium graveolens – Целина
- Aegopodium podagraria – Седмолист бъз
- Aethusa cynapium – Див бъз
- Ammi visnaga – Амми
- Angelica archangelica – Лечебна пищялка
- Angelica pancici – Балканска пищялка
- Angelica sinensis – Китайска пищялка
- Angelica sylvestris – Горска пищялка
- Carum carvi – Ким
- Centella asiatica – Готу кола
- Bupleurum rotundifoium – Кръглолистна урока
- Bupleurum falcatum – Сърповидна урока
- Bupleurum longifolium – Дълголистна урока
- Carum carvi – Обикновен ким
- Carum graecum – Гръцки ким
- Chaerophyllum bulbosum – Грудков балдаран
- Chaerophyllum temulentum – Замайващ балдаран
- Cicuta virosa – Отровна цикута
- Conium maculatum – Бучиниш
- Coriandrum sativum – Кориандър
- Cuminum cyminum – Кимион
- Daucus carota – Морков
- Daucus sativus – Посевен морков
- Eryngium spp. – Ветрогон
- Eryngium campestre – Полски ветрогон
- Eryngium maritimum – Морски ветрогон
- Foeniculum vulgare – Резене
- Heracleum sibiricum – Сибирски девесил
- Heracleum verticilatum – Мъхнат девесил
- Laser trilobum – Триделно загърличе
- Levisticum officinale – Селим
- Myrrhis odorata – Мирта
- Pastinaca sativa – Пащърнак
- Petroselinum crispum – Обикновен магданоз
- Pimpinella anisum – Анасон
- Petroselinum crispum – Магданоз
- Peucedanum officinale – Лечебна самодивска трева
- Peucedanum cervaria – Еленова самодивска трева
- Oenanthe aquatica – Същински воден морач
- Levisticum officinale – Девесил
- Pimpinella anisum – Посевен анасон
- Pimpinella saxifrage – Каменоломков анасон
- Pimpinella major – Едър анасон
- Prangos ferulaceae – Прангос
- Sanicula europaea – Дебрянка
- Astrantia major – Зарниче
- Bifora radians – Лъчисто колендро
- Ferulago sylvatica – Горска зимянка
- Laserpitium siler – Планински лазерпициум
- Centella asiatica – Азиатска центела
- Meum athamanticum – Старопланински див копър
- Opopanax chironium – Широколистен опопанакс
- Opopanax hispidum – Космат опопанакс
- Torilis arvensis – Полски торилис
- Tordylium maximum – Едра нузла
- Scandix pecten-veneris – Обикновено чапличе

## Родове
- Aciphylla
- Actinotus
- Aegopodium
- Aethusa
- Aletes
- Ammi
- Ammoselinum
- Anethum – Копър
- Angelica
- Anthriscus
- Apiastrum
- Apium – Целина
- Arracacia
- Astrantia
- Athamantha
- Azorella
- Berula
- Bifora
- Bolax
- Bowlesia
- Bunium
- Bupleurum – Урока
- Carum – Ким
- Caucalis
- Centella
- Chaerophyllum
- Ciclospermum
- Cicuta – Цикута
- Cnidium
- Coelopleurum
- Conioselinum
- Conium
- Conopodium
- Coriandrum – Кориандър
- Crithmum
- Cryptotaenia
- Cuminum – Кимион
- Cyclospermum
- Cymopterus
- Cynosciadium
- Daucosma
- Daucus
- Dorema
- Erigenia
- Eryngium – Ветрогон
- Eurytaenia
- Falcaria
- Ferula
- Foeniculum
- Glehnia
- Harbouria
- Heracleum
- Laser
- Laserpitium
- Levisticum – Девесил
- Ligusticum
- Lilaeopsis
- Limnosciadium
- Lomatium
- Meum
- Monizia
- Musineon
- Myrrhis
- Neoparrya
- Oenanthe
- Oreomyrrhis
- Oreonana
- Oreoxis
- Orogenia
- Osmorhiza
- Oxypolis
- Pastinaca – Пащърнак
- Perideridia
- Petroselinum – Магданоз
- Peucedanum
- Pimpinella
- Pleurospermum
- Podistera
- Polytaenia
- Prangos
- Pseudocymopterus
- Pteryxia
- Ptilimnium
- Sanicula
- Scandix
- Selinum
- Seseli – Скален копър
- Shoshonea
- Silaum
- Sison
- Sium
- Smyrnium
- Spermolepis
- Sphenosciadium
- Sympholoma
- Synelcosciadium
- Taenidia
- Tauschia
- Thapsia
- Thaspium
- Tilingia
- Tordylium
- Torilis
- Trachyspermum – Айован
- Trepocarpus
- Turgenia
- Yabea
- Zizia